# 대한민국 민법 제366조
대한민국 민법 제366조는 법정지상권에 대한 민법 물권법 조문이다. 경매로 인해 건물이 철거되는 것을 방지하고, 사회경제적 손실을 줄이기 위한 목적을 가진 조항이다.

## 조문
제366조(법정지상권) 저당물의 경매로 인하여 토지와 그 지상건물이 다른 소유자에 속한 경우에는 토지소유자는 건물소유자에 대하여 지상권을 설정한 것으로 본다. 그러나 지료는 당사자의 청구에 의하여 법원이 이를 정한다.

第366條(法定地上權) 抵當物의 競賣로 因하여 土地와 그 地上建物이 다른 所有者에 屬한 境遇에는 土地所有者는 建物所有者에 對하여 地上權을 設定한 것으로 본다. 그러나 地料는 當事者의 請求에 依하여 法院이 이를 定한다.

## 관련 조문
제305조 (건물의 전세권과 법정지상권) (1) 대지와 건물이 동일한 소유자에 속한 경우에 건물에 전세권을 설정한 때에는 그 대지소유권의 특별승계인은 전세권설정자에 대하여 지상권을 설정한 것으로 본다. 그러나 지료는 당사자의 청구에 의하여 법원이 이를 정한다.
2. 전항의 경우에 대지소유자는 타인에게 그 대지를 임대하거나 이를 목적으로 한 지상권 또는 전세권을 설정하지 못한다.

가등기담보 등에 관한 법률 제10조 (법정지상권)

입목에 관한 법률 제6조 (법정지상권)

## 판례
- 민법 제366조 소정의 법정지상권은 저당권 설정 당시의 건물과 재건축 또는 신축된 건물 사이에 동일성이 없어도 성립한다[1]
- 법정지상권은 강행규정으로, 저당권 설정 당사자 간에 이를 배제하는 약정을 하더라도 효력이 없다[2]

## 같이 보기
- 대한민국 민법 제279조 (지상권의 내용)
- 법정지상권

## 참고문헌
- 박상호. "民法 第366條 法定地上權의 成立要件." 토지법학 24.1 (2008): 137-155.
- 공순진. "한국 민법 제366조에 의한 법정지상권." 토지법학 21.- (2005): 231-245.
- 함철훈. "民法 第366條에 의한 競賣의 實行과 法定地上權." 토지법학 22.- (2006): 49-66.
- 이준현. "민법 제366조 법정지상권의 성립에 관한 비판적 고찰." 토지법학 25.1 (2009): 97-129.
- 김상찬(Kim  Sang-chan),and 강봉현(Kang  Bong-hyun). "민법 제366조의 법정지상권." 인문사회과학연구 16.- (2007): 69-97.
- 전장헌(Jun  Jang-Hean). "민법 제366조의 법정지상권의 성립요건과 개선방안에 대한 연구." 법학연구 53.- (2014): 257-278.
- 김정태(Kim Jung-Tae). "민법 제366조의 법정지상권의 성립요건에 대한 소고." 법학연구 46.1 (2005): 215-238. 「저당권 설정 당시 건물의 존재」를 중심으로.